# アンディ・マッケイ
アンディ・マッケイ（Andy Mackay、1946年7月23日 -）は、イングランドのロック・ミュージシャン。木管楽器奏者。1972年にデビューしたロキシー・ミュージックのオリジナル・メンバーで、サクソフォーンとオーボエを演奏した。ソロ・アルバムやテレビ番組のサウンドトラックの制作でも知られている。

## 人物・経歴

### 生い立ち
コーンウォールで生まれ、ロンドンで育った。アマチュアだが才能豊かだったピアニストの父親からクラシック音楽を学ぶ一方、BBC・ライト・プログラム（BBC Light Programme）やラジオ・ルクセンブルグ（Radio Luxembourg）を聴いてポピュラー音楽にも親しんだ。
中学校に入学して、クラリネットを習おうとしたが、学校ではオーボエしか教えていなかったので代わりにオーボエを選んだ。そしてギルドホール音楽演劇学校のJames McGillivrayに学び、ロンドン・スクールズ交響楽団（LSSO）で演奏した。18歳の時にサクソフォーンを手にした。
レディング大学に進学して音楽と英文学を学んだ。クラシック音楽からエルヴィス・プレスリーやスモーキー・ロビンソンなどに至るまで幅広い音楽から影響を受け、学生時代はR&Bバンドやクラシック管弦楽団でオーボエやサクソフォーンを演奏した。一方、ジョン・ケージやカールハインツ・シュトックハウゼンなどの前衛音楽の作曲家にも興味を抱き、テープや電子音を駆使して音楽を創造する企画に参加するようになった。ある日、ウィンチェスター美術大学で行なわれた企画で学生のブライアン・イーノと知り合い、親しくなった。
学士号を得た後、ミュージシャンになる決心を固めて、『メロディ・メイカー』誌にロックン・ロール・オーボエ奏者の広告を出して仕事を探したが見つからなかった。1960年代の終わりには1年間ローマに住み、帰国後はロンドンのホランド・パーク・スクールで音楽を教えていた。
1970年の冬、ブライアン・フェリーが『メロディ・メイカー』誌に出したキーボーディストの募集広告に応募した。マッケイはキーボーディストではなかったが、1969年にエレクトロニック・ミュージック・スタジオズが開発した最新機器のVCS3シンセサイザーを持っていたこともあって、フェリーとベーシストのグラハム・シンプソンと3人で演奏したり曲を書いたりするようになった。ある日、彼は電車の中でイーノに偶然再会し、1971年1月にバンドのテクニカル・アドバイザーに雇い入れた。程なくイーノはテープとVCS3シンセサイザーを操作する役割を担うようになり、やがてバンドのメンバーになった。

### ロキシー・ミュージック
バンドはドラマーとギタリストを迎えて、フェリーとマッケイが作成した名前のリストを基にロキシー・ミュージックと名乗った。彼等は幾つかの交代劇を経て、フェリー（ヴォーカル、キーボード）、シンプソン（ベース）、マッケイ（オーボエ、サクソフォーン）、イーノ（テープ、シンセサイザー）、ポール・トンプソン（ドラムス）、フィル・マンザネラ（ギター）の顔ぶれになり、1972年2月14日にE. G. レコードを運営するE. G. マネージメントと契約した。
グラム・ロック全盛時代にデビューした彼等は、他のロック・バンドと比較すると少し風変わりだった。木管楽器（オーボエ）を演奏するマッケイ、楽器を演奏せずに高音の電子音を奏でるイーノ。マッケイの奏法はクラシック管弦楽曲のそれではなく、音に抑揚や強弱のない単調な吹き方であった。これは意図されたたものだった。
デビュー・アルバム『ロキシー・ミュージック』（1972年）とセカンド・アルバム『フォー・ユア・プレジャー』（1973年）の収録曲は、全てフェリーの手によるものだったが、マッケイはデビュー・シングル『ヴァージニア・プレイン』（1972年）とセカンド・シングル『パジャマラマ』（1973年）のB面に、インストゥルメンタルを提供した。そしてサード・アルバム『ストランデッド』（1973年）で「ヨーロッパ哀歌」をフェリーと共作して、アルバム収録曲の作者に初めて名を連ねた。その後も「ビター・スウィート」、「恋はドラッグ」、「我が胸のときめきを」、「タラ」などをフェリーと共作した。
1974年、初のソロ・アルバム"In Search of Eddie Riff"を発表し、リヒャルト・ワーグナー作曲『ワルキューレの騎行』をサクソフォーンでロック調に吹奏した'Ride Of The Valkyries'をシングル・カットした。1975年には、サーフ・ミュージックのザ・レベルズが1961年に発表した「ワイルド・ウィークエンド」を取り上げて、シングル発表した。
ロキシー・ミュージックは1976年6月末に解散を発表。マッケイは同年と翌1977年にテムズテレビ（Thames TV）で放送されたドラマ『ロック・フォリーズ』（Rock Follies）の音楽を担当して、同名サウンドトラック・アルバムをプロデュースした。このアルバムはイギリスのアルバム・チャートの1位を記録した。彼は翌1977年に発表された続編の制作にも携わり、シングル・カットされた'OK?'をチャートの10位に送り込んだ。
1978年には2作目のソロ・アルバム”Resolving Contradictions”（『リゾルビング・コントラディクションズ』）を発表した。
ロキシー・ミュージックは1978年夏に再結成され、マッケイはアルバム『マニフェスト』（1979年）のツアーの一環として同年4月末に行なわれた初の日本公演で、初来日を果たした。彼等は1983年2月にアルバム『アヴァロン』（1982年）のツアーで2度目の来日し、ツアー終了後に解散した。

### その後
1985年、マンザネラらとエクスプローラーズ（The Explorers）を結成し、アルバム"Explorers"（1985年）を発表するが商業的な成功には至らなかった。1988年と1989年にマンザネラ & マッケイとしてアメリカでアルバムを2作発表。1990年にもマンザネラと組んでクリスマスソング"Christmas"を発表した。
フェリー、イーノ、マンザネラなどロキシー・ミュージックの元メンバーとの活動の他、ポール・マッカートニーの『タッグ・オブ・ウォー』（1982年）と『パイプス・オブ・ピース』（1983年）への参加などがある。
妻ジェーン（Jane）とは1990年代に死別した。1995年に再婚して家族とともにサマセットで暮らす。
2001年にはロキシー・ミュージックの再結成ツアーに参加。
2004年、3作目のソロ・アルバム『SAMAS Music For The Senses』を発表する。
2019年、ロキシー・ミュージックがロックの殿堂入りを果たした。マッケイは8人の受賞者の一人に選ばれ、授賞式に出席した。

## ディスコグラフィ

### ソロ
In Search of Eddie Riff（1974年）
- ミュージシャン・リスト
  - アンディ・マッケイ - サクソフォーン、オーボエ、ボーカル
  - フィル・マンザネラ（Phil Manzanera）- ギター、サクソフォーン
  - ジョン・ポーター（John Porter）- ギター、ベースギター
  - ロジャー・グローヴァー（Roger Glover）- ベースギター
  - ポール・トンプソン（Paul Thompson）- パーカッション
  - 他 -「en:In Search of Eddie Riff#Personnel」を参照

- 曲リスト
  1. ワルキューレの騎行（Ride of the Valkyries）
  2. この世の果てまで（End of the World）
  3. The Hour Before Dawn
  4. Past, Present and Future
  5. Walking the Whippet
  6. Summer Sun
  7. What Becomes of the Brokenhearted
  8. A Four Legged Friend
  9. An Die Musik

Resolving Contradictions（1978年）
- ミュージシャン・リスト
  - アンディ・マッケイ - サクソフォーン、オーボエ、コーラングレ、口笛、フラジオレット、シンセサイザー
  - 他 -「en:Resolving Contradictions#Personnel」を参照

- 曲リスト
  1. Iron Blossom
  2. Trumpets on the Mountains Off to Work "Unreal City"
  3. The Loyang Tractor Factory
  4. Rivers
  5. Battersea Rise
  6. Skill and Sweat
  7. The Ortolan Bunting (A Sparrow's Fall)
  8. The Inexorable Sequence
  9. A Song of Friendship (The Renmin Hotel)
  10. Alloy Blossom Trumpets in the Suburbs[33]
  11. Green and Gold[33]

### サウンドトラック
Rock Follies（1976年）
- ミュージシャン・リスト
  - アンディ・マッケイ - サクソフォーン、楽曲、制作
  - Charlotte Cornwell - ボーカル
  - Julie Covington - ボーカル
  - Rula Lenska - ボーカル
  - Ray Russell - ギター
  - 他 -「en:Rock Follies (soundtrack)#Personnel」を参照

- 曲リスト
  1. Sugar Mountain
  2. Good Behaviour
  3. Stairway
  4. Daddy
  5. Lamplight
  6. The Road
  7. Glenn Miller is missing -（グレン・ミラー）
  8. Biba Nova
  9. Talking Pictures
  10. Hot Neon
  11. Roller Coaster
  12. Rock Follies

Rock Follies of '77（1977年）

### エクスプローラーズ
The Explorers（1985年）
- ミュージシャン・リスト
  - アンディ・マッケイ - サクソフォーン、オーボエ、リリコン
  - フィル・マンザネラ - ギター、キーボード、シンセサイザー
  - ジェームズ・レイス（James Wraith）- ボーカル
  - ポール・キャラック - ピアノ
  - スティーヴ・ガッド - ドラムス
  - 他

- 曲リスト
  1. Ship of Fools
  2. ローレライ（Lorelei）
  3. Breath of Life
  4. ミロのヴィーナス（Venus De Milo）
  5. Soul Fantasy
  6. プルシアン・ブルー（Prussian Blue）
  7. Two Worlds Apart
  8. ロバート・ルイス・スティーヴンソン（Robert Louis Stevenson）
  9. You Go up in Smoke

### マンザネラ & マッケイ
Crack The Whip（1988年）
- ミュージシャン・リスト
  - アンディ・マッケイ - サクソフォーン、オーボエ、ボーカル
  - フィル・マンザネラ - ギター、シンセサイザー
  - ジェームズ・レイス（James Wraith）- ボーカル

- 曲リスト
  1. Another Lost Soul on the Run
  2. Soul Fantasy
  3. Men with Extraordinary Ways
  4. Safe in the Arms of Love
  5. Forgotten Man
  6. Crack the Whip
  7. Two Worlds Apart
  8. Falling for Nightlife
  9. It Always Rains in Paradise
  10. ロバート・ルイス・スティーヴンソン（Robert Louis Stevenson）